# السوال (الرواشد)
السوال هي إحدى مشيخات المملكة المغربية، تتبع جغرافيا لإقليم خريبكة وإداريًا لالرواشد. يقدر عدد سكانها بـ 1829 نسمة حسب الإحصاء الرسمي للسكان والسكنى لسنة 2004.